# Tschonhar
Tschonhar (ukrainisch Чонгар; russisch Tschongar) ist ein Dorf im Süden der ukrainischen Oblast Cherson an der Grenze zur Autonomen Republik Krim mit etwa 1400 Einwohnern.
Tschonhar wurde 1922 gegründet und ist das Zentrum der gleichnamigen Landratsgemeinde. Das Dorf hat eine Fläche von 2,1 km² und befindet sich etwa 215 km südöstlich der Oblasthauptstadt Cherson und 37 km südwestlich vom Rajonzentrum Henitschesk. 
Tschonhar liegt auf der Halbinsel Tschonhar inmitten des Sywasch verkehrsgünstig an der Bahnstrecke Sewastopol–Charkiw und der Fernstraße M 18/E 105.

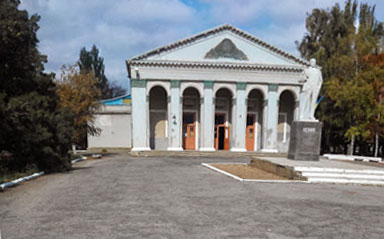
Ortszentrum von Tschonhar

Südlich des Ortes befindet sich seit der der völkerrechtswidrigen Annexion der Krim durch Russland der Kontrollpunkt Tschonhar, über welchen der Verkehr auf der Fernstraße M 18 von und nach der Krim kontrolliert wird.

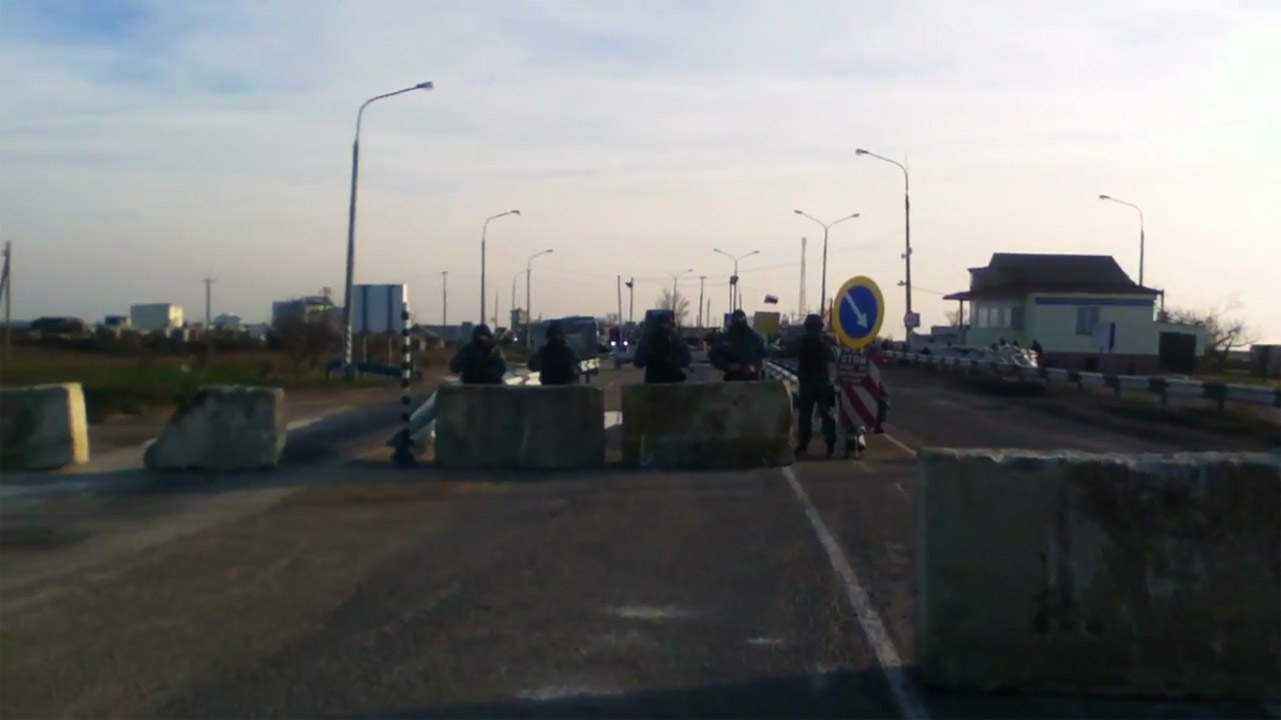
Blick auf Posten am Kontrollpunkt Tschonhar

Am 12. Juni 2020 wurde das Dorf ein Teil der neugegründeten Stadtgemeinde Henitschesk, bis dahin bildete es zusammen mit den Dörfern Ataman (Атамань), Mykolajiwka (Миколаївка), Nowyj Trud (Новий Труд), Popiwka (Попівка) und Tschernihiwka (Чернігівка) sowie den Ansiedlungen Salisnytschne (Залізничне) und Sywasch die gleichnamige Landratsgemeinde Sokolohirne (Сокологірненська сільська рада/Sokolohirnenska silska rada) im Süden des Rajons Henitschesk.